# A Smallville mellékszereplőinek listája
Itt található a Smallville c. televíziós sorozat mellékszereplőinek a listája.
Forrás:
Smallville Wiki
Smallville Hungary
Smallville-HUN

## A szuperhősök csapata

### John Jones/Marsi Fejvadász
John Jones/Marsi Fejvadász a Smallville című televíziós sorozat kitalált szereplője, akit Phil Morris alakít.
John Jones a Smallville sorozatban először a 6. évadban tűnik fel, ahol kiderül róla, hogy Clark apja, Jor-El megbízta őt, hogy vigyázzon rá. Nem avatkozhat Clark próbájába, azonban meg kell tegye, mert a Fantomok ellepték a Földet és John tudja hogy meg kell mentse Clark-ot ha úgy adódik. Továbbra is rejtélyesen és időnként megjelenik hogy segítse Clark-ot figyelmeztesse a közelgő veszélyekre. John Clark egyik megmentése során feladja képességeit és emberként kell továbbéljen ezért beáll rendőrnek hogy továbbra is segítse Clark-ot.
ohn legtöbbször Clark-ot kryptoni nevén hívja és gyakran segít Clark-nak bármiben akár a saját élete árán is.
A 6. évadban Clark egy Fantom zónai szökevényt próbál elkapni Seatle-ben, de Clark nem bír el vele azonban John Jones feltűnik és megöli a zónaszökevényt majd elrepül. Később megint Clark segítségére siet amikor az egyik fantom a fejébe száll és megpróbálja a testén átvenni az irányítást és telepatikus úton segít neki itt találkoznak először szemtől szemben. Az évad 13. részében Chloe említi hogy nem talált semmit róla és elnevezik "Marsbéli Vadásznak". Majd visszatér az évad utolsó részben, hogy levadássza az utolsó fantomot legerősebb fantomot: Bizarro-t aki testről testre vándorol míg nem talál egy kryptoni testet. Azonban súlyos sérülést kap mikor Bizarro kiszedi néhány fontos szervét. Majd figyelmezteti Clark-ot a veszélyre és kiderül hogy John hosszú ideje szemmel kíséri Clark-ot majd elmegy Clark leszámolni Bizarro-val John meg elhagyja a földet hogy a súlyos sérülései begyógyuljanak.
A 7. évad elején John sérülései begyógyulnak de közben Bizarro lemásolja Clark-ot így egy hatalmas veszélynek állnak elébe. John elmondja Clarknak hogy Bizarro-t csak a nap sugarai tudják legyengíteni ezért megbeszélik hogy együtt legyőzik. Bizarro közben Lex segítségét kérve jóval megerősödik, ezért Clark és John legyőzik Bizarro-t. Kara érkezésével nem sokkal ismét megjelenik hogy figyelmeztesse Clark-ot hogy Kara veszélyes és hogy nem bízhat benne. John majd aztán Clark-nak megint segít hogy a bűnöző Curtis Knox-ot bebörtönözni, közben tisztázzák hogy bűnről van szó sosem kérdezik meg egymástól mit tettek a bűnösökkel. Kara aztán azt mondja, hogy nem lehet John-ban megbízni de Clark kiáll a barátja mellett ezért Kara elmegy.
John a 8. évadban föladja a képességeit és halandó lesz mert Clark-ot visszahozta a halálból. Elmondja Clark-nak hogy többet már nem tudja megmenteni de igyekszik segíteni neki mindenben amiben csak tud. Rejtélyes gyilkosságok történek Metropolisban hogy sokan meghalnak és rejtélyes eltűnik mindig a gyilkos. John fölveszi John Jones nyomozó személyazonosságát, és Clark-kal összefognak, hogy kiderítsék, ki a gyilkos. A gyilkos nem más, mint a kryptoni tömeggyilkos: Doomsday, aki eljutott a Földre és ott gyilkol, mert máshoz nem ért. Az évad 12. részben John-t lelövik, ezért Clark beépül a rendőrségbe, hogy ki tehette, mert John egy rendőr ölte meg. John-nak súlyos sérülései vannak, ezért képbe jön Dr. Emil Hamilton, akit Oliver alkalmaz, és kiderül, hogy John néhányszor már dolgozott Oliver-el. Sérüléseiből felépülve visszatér a rendőri munkájába. A 21. részben bár nem szerepel de Dr. Hamilton utalást tesz rá hogy John Jones nyomozó föltartja a hatóságot míg kivizsgálják kiket ölt meg Doomsday.
A 9. évadban közepén segít Clark-nak és Oliverenek meg az Igazság Szövetségének hogy legyőzzék Jégcsapot aki a Szövetség néhány tagját lemészárolta és folytatja. A Szövetség és a Liga összefognak és csapatokban megpróbálják levadászni Jégcsapot. John Dr. Sorsal egy nitrogén telepen van ahol Dr. Sors elmondja neki hogy tudja hogy hiányzik neki a családja és a képességei. Dr. Sors visszaállítja neki Marsi képességeit ami élete utolsó tette volt mert Jégcsap közben megöli őt. Dr. Emil karanténba teszi John mivel test lassan már kezd átalakulni olyanná amilyen volt. Jégcsap megtámadja az őrtornyot és már épp legyőz mindenkit ekkor megjelenik és képességei segítségével és a csapat együttes erejével legyőzik Jégcsapot. A 17. részben John meg akarja tudni hol a Sakk-matt nevű titkos szervezett főhadiszállása amire rá is jön azonban a Sakk-matt vezetője Amanda Waller ügynök fogságba veti. Szerencsére hamar kiszabadul és megsemmisít mindent ami a Ligával kapcsolatos. Az évad utolsó részben egy kis rész erejéig visszatér, hogy megvitassák mi legyen Zod-al és seregével.
Epizódjai:

- Statikus

- Labirintus

- Fantom

- Bizarro

- Gyógymód

- Odyssey

- Prey

- Bulletprof

- Absolute Justice I.

- Absolute Justice II.

- Checkmate

- Salvation

### Dr. Emil Hamilton
Dr. Emil Hamilton' a Smallville című televíziós sorozat kitalált szereplője, akit Allessandro Juliani alakít.
Emil Hamilton először a Smallville 8. évadjában szerepel. Ő egy speciális orvos Oliver Queen alkalmazott a csapatába ha megsérül valaki vagy ha meg kell oldani valamit. Később Chloe-nek segít az Őrtorony létrehozásában segíteni. Ha valami gyanús haláleset, sérülés vagy netán technikai gond van Dr. Emil máris ott van segíteni.
A 8. évadban szerepel először. Feltűnik egy kis időre a 12. részben ahol kiderül hogy a csapat speciális doktora. Majd megmenti John Jones életét miután lelőtték. Az évad végén feétűnik megint ahol Chloe kéri a segítségét hogy hogy lehet Davisnek segíteni hogy a gyilkos ösztönei eltűnjenek belőle. A 21. részben Doomsday újabb áldozatát vizsgálja ki.
A 9. évadban Segít Chloe-nak létrehozni az Őrtornyott és továbbra is csapat doktora marad. Majd felfigyel John Corben-re aki kryptonit-os szívet kapott majd szupergonosszá vált. Emil ad egy olyan tárgyat Clark-nak amivel legyőzheti Metallo-t. Metropolist megtámadja egy vírus mitől mindenki zombivá változik Emil ekkor Clark véréből készít ellenszert hogy megállítsa a halálos vírust. Amikor Tess Mercer elrabolja Loist és Clark is eszméletlen állapotba kerül probálja felébreszteni de vitába keveredik emiatt Chloeval.
Epizódjai:

- Bulletproof

- Beast

- Injustice

- Savior

- Metallo

- Rabid

- Pandora

- Absolute Justice I.

- Absolute Justice II.

- Persuasion

### Dinah Lance/Fekete Kanári
Dinah Lance/Fekete Kanári' a Smallville című televíziós sorozat kitalált szereplője, akit Alaina Huffman alakít.
A 7. évadban szerepel először az évad közepén. Lex Luthor félre informálja ezért ő a rossz oldalra kerül és megtámadja a Zöld Íjászt és Clark-ot. Ő is szembeszáll Lex-szel és embereivel, majd a nagy harcnak Clark vet véget. Majd rájön hogy Lex félrevezette és kiszáll. Majd bocsánatot kér Clarktól és Olivertől majd úgy dönt beáll Oliver csapatába. Oliver és Dinah látszólag jól kijönnek egymással és egyből flörtbe kezdenek amit Clark mosolyogva néz.
A 8. évad első részében Zöld Íjász-al és Aquaman-el Clark-ot keresi világszerte. A keresés közben a LuthorCorp elkapja őt és Aquaman és egy titkos bázis szállítják őket. Szerencsére hamar kiszabadítják őket és megbeszélik hogy egy ideig elvonulnak mert rájöttek a személyazonosságukra. Az évad végén említik hogy és a csapat Chloe-t és Davist keresik. Az évadfináléban visszajön hogy legyőzzék Davis/Doomsday-t. Az a terv hogy megöli őt de Davis rájuk támad és eszméletlenre üti őket majd Chloe Sullivan szétválasztja Davist é Doomsdayt. Megjelenik még Jimmy temetésén aztán eltűnik.
A 9. évad az elején mondja Chloe Dr. Hamilton-nak hogy Dinah, Oliver és Bart eltűntek és hogy nem kerültek azóta se elő. Az 5. részben kiderül hogy ő is segített abban hogy Oliver visszatérjen a hősök közé. Az évadfináléban Athénba megy, hogy megtudja Zodék jártak-e arra majd ő is részt vesz az Online beszélgetésben hogy mi legyen Zod seregével.
Epizódjai:

- Szirén

- Odyssey

- Doomsday

- Salvation

### Bart Allen/Impulse
Bart Allen/Impulse' a Smallville című televíziós sorozat kitalált szereplője, akit Kyle Gallner alakít.
A 4. évadban szerepel először itt találkozik Clark először egy szuperhőssel. Bart ellopja Jonathan Kent pénztárcáját így ismerkednek össze Clark-kal. Clark rájön hogy Bart olyan gyors mint ő és az utcán él ezért lop. Tudja hogy magányos ezért elkezdenek barátkozni. Bart egy vagány srác ki nagyon szeret Chloe közelében lenni. De egy Metropolis mafiá-nak ellop egy értékes leletet Lex Luthortól. Clark megmenti és végén egy futóverseny rendeznek Bart eközben nagyon felgyorsul és eltűnik Clark szeme elől. Clark erre megáll meglepően és felmosolyodik.
A 6. évad Kötepén Bart visszatér és kiderül róla hogy Olivernek dolgozik. De Lex közben elkapja és megkínozza Clark megmentése közben megsérül ezért Kiborg és Aquaman meg Zöld Íjász elindulnak hogy segítsenek neki. Clark megmenti Bartot és csapat fölrobbantja az épületet. Kiderül hogy Lex több épületet csinál ezért a csapat újra elindul hogy megsemmisítsék a 33.1-es létesítményeket.
A 8. évad végén Bart is segít Clark-nak megállítani Davis-t azonban eközben ő is megsérül. A rész végén ő is megjelenik Jimmy temetésén aztán ő is eltűnik.
Epizódjai:

- Futás

- Igazság

- Doomsday

## Gonoszak

### John Corben/Metallo
John Corben/Metallo' a Smallville című televíziós sorozat kitalált szereplője, akit Brian Austin Green alakít.
A Smallville alkotói a 9. évad előtt úgy döntöttek hogy több képregénykaraktert fognak ebben a szezonban behozni a sorozatba. Minnyárt Metallo-val kezdték és 2009 júniusában bejelentették hogy Brian Austin Green játszhatja el a képregénybeli gonoszt. A rajongóknak nagyon megtetszett a karakter így lehetőséget kapott a visszatérésre az évad végén. Remélhetőleg a 10. évad is viszontláthatjuk.
A 9. évad elején tűnik fel mint egy jópofa, vigyorgó újságíró aki nagyon nem kedveli a Maszatot és szerelmi kapcsolatot érez Lois Lane iránt. John került Clark helyére a Daily Planet-ben. John a 9. évad 2. részében súlyos baleset éri. Kimegy az útra majd egy busz elüti. John már alig eszméleténél vérbe fulladva látjuk, aztán látunk egy-két orvost amit csinálnak vele valamit. Amikor magához tér látja a bőr rajta csak műbőr éshogy ő egy kiborg lett ugyanis sok mechanikus dolog van rajta és a szíve is kryptonit-ból van. Bár Dr. Emil probál neki segíteni John úgy dönt a maga javára használja föl újonnan szerzett erejét. Csapdába csalja Lois-t és Clark-ot, és itt jön rá hogy a Maszatot ő maga akarta ellenére le tudja gyengíteni. Clark egy megolvasztott ólom burkolatot vág rá Johnra és mikor leszedi a kryptonit szíve is ezzel leáll az egész gépezet. Tess később Toyman-t veszi rá hogy próbálja megcsinálni a szívet. De azis kiderül hogy John-t/Metallo-t Zod serege hozta létre. John később még feltűnik az évad 18. részében, amikor Lois ügyködésének köszönhetően kiszabadul. Tess és Chloe szövetkezve Metallot küldik Clark után mert megfertőzte a vörös kryptonit ezért Zod-al sok baj okoznak. Az Erődben Zod és Clark hiába próbálják John-t megállítani végül leszúrja Clark-ot ezzel megállítva a fertőzést. John közli Clark-al legközelebbi találkozásuknál megköszönheti. A rész végén John elmondja Lois-nak érzelmeit majd elbúcsúzik.
Epizódjai:

- Savior

- Metallo

- Upgrade